# Divã ocidento-oriental
Divã ocidento-oriental (alemão: West-östlicher Divan) é a maior antologia de poesia de Johann Wolfgang von Goethe. Foi inspirada pela leitura que Goethe fez do Diwan do poeta persa Hafez entre os anos de 1814 e 1827.

### Gênese e recepção
O Divã teve duas edições publicadas em vida de Goethe: em 1819 pela editora Cotta de Stuttgart, e em 1827 dentro da publicação das obras completas Ausgabe letzter Hand do autor.

### Estrutura da obra
O Divã ocidento-oriental tem uma estrutura de capítulos inspirada na organização tradicional do Divã da literatura persa. Neste, os poemas são organizados em livros (nameh, "livro") por ordem alfabética da rima. As formas poéticas comuns da literatura persa (o ruba'i, a qasida, o gazel) são marcadas pela monorrima, o que permite a ordenação dos poemas segundo sua rima. No caso do Divã de Goethe, a organização seguiu o critério temático e não a rima

#### Livros
A primeira parte do Divã é dividida em 12 livros de poesia, cada um agrupando poemas conforme uma temática específica. Os livros também se permitem agrupar entre si de maneira mais ou menos arbitrária, seja em duplas (p. ex. Livro do cantor e Livro de Hafez, pensando na figura do poeta), trios (Livro das contemplações, Livro dos provérbios e Livro das parábolas, para um agrupamento por frases e ditos)
1. Moganni Nameh - Livro do cantor
2. Hafis Nameh - Livro de Hafez
3. Uschk Nameh - Livro do amor
4. Tefkir Nameh - Livro das contemplações
5. Rendji Nameh - Livro do mau-humor
6. Hikmet Nameh - Livro dos provérbios
7. Timur Nameh - Livro de Timur
8. Suleika Nameh - Livro de Zuleica
9. Mathal Nameh - Livro das parábolas
10. Parsi Nameh - Livro do Parse
11. Chuld Nameh - Livro do Paraíso